# Хуцция II
Хуцция II (Хуццияс) — царь Хеттского царства, правил в XV веке до н. э. Скорее всего был преемником Цитанты II. При нём начальником телохранителей царя был Муваталли (будущий царь Муваталли I).

## Биография
Был женат на женщине по имени Суммири.

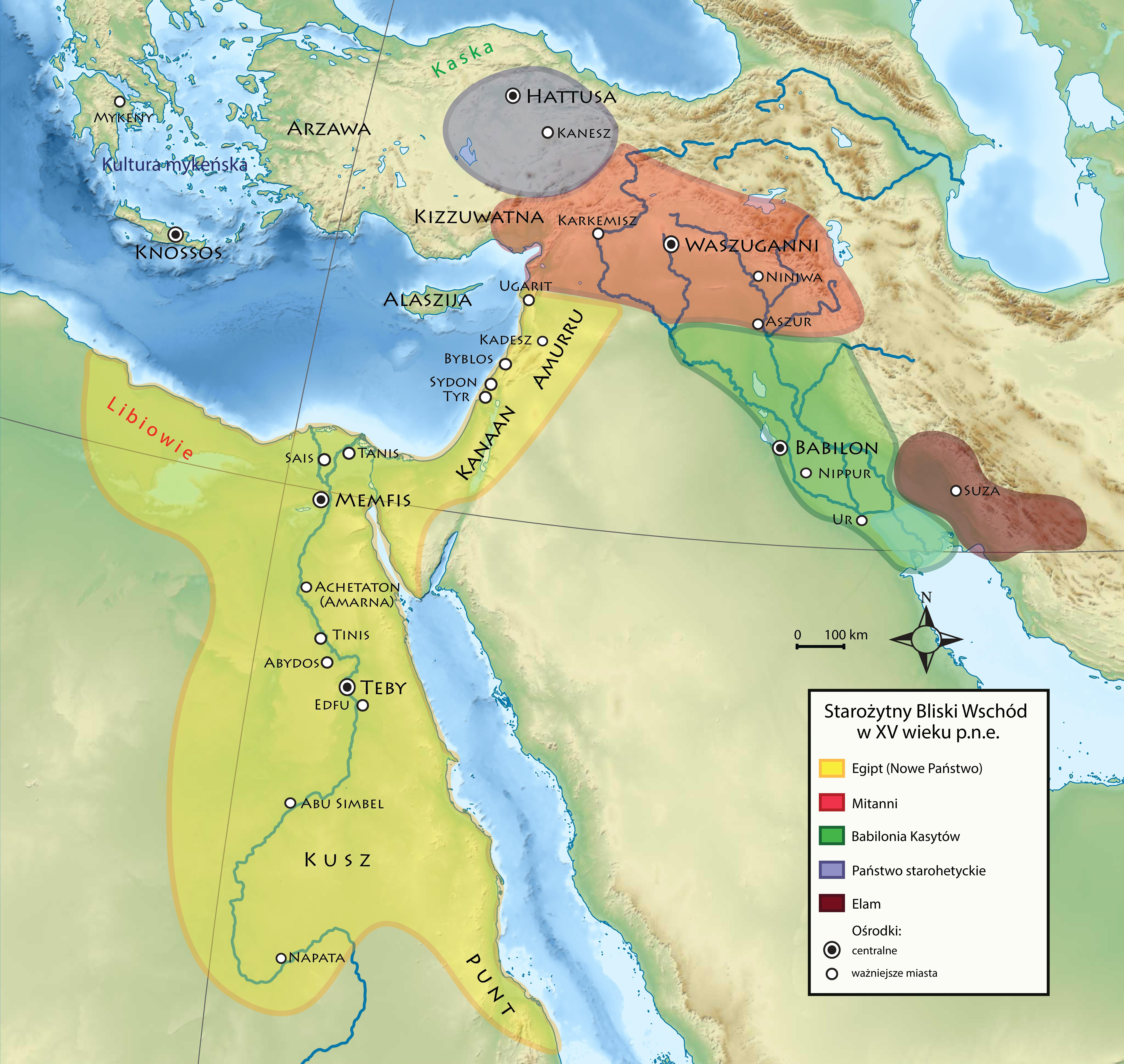
Митанни на карте Ближнего Востока в 1450 году до н. э.

После смерти последнего родственника около ~1450 года до н. э. становится единоличным правителем Хеттского царства. Пытался наладить мир с соседними царями. Но соседнее государство Киццуватна стало союзником Митанни, с которым Хеттское царство не имело сил сражаться, из-за чего Хуцция понёс поражение, и хетты потеряли восточный регион Ишува и прочие южные территории.

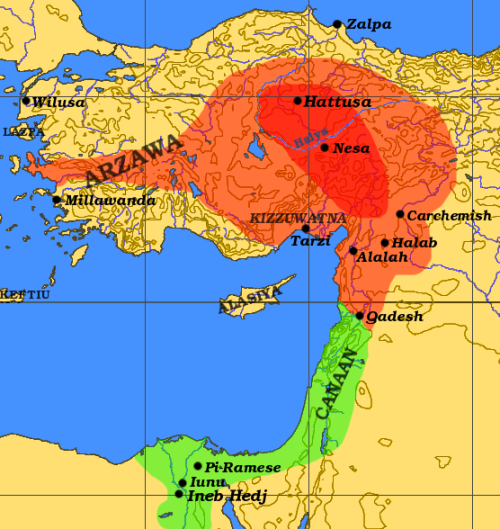
Киццуватна на фоне Хеттского царства

в 1440 году до н. э. был совершëн заговор против правителя и Хуцция II был свергнут. 
Во главе заговора был начальник царской охраны Муваталли, который и стал следующим царём хеттов.